# Rasmus Wengberg
Rasmus Wengberg (Västra Ingelstad, 2 de diciembre de 1974) es un deportista sueco que compitió en bádminton. Ganó una medalla de bronce en el Campeonato Europeo de Bádminton de 2002, en la prueba individual.

## Palmarés internacional
| Campeonato Europeo | Campeonato Europeo | Campeonato Europeo | Campeonato Europeo |
| Año                | Lugar              | Medalla            | Prueba             |
| ------------------ | ------------------ | ------------------ | ------------------ |
| 2002               | Malmö (Suecia)     | Medalla de bronce  | Individual         |